# 刑場
刑場（けいじょう）とは、死刑を執行する部屋・建物・機関・敷地や、過去に死刑が行われていた場所などを指す。「処刑場」「処刑室」とも表現される。

## 概要
日本では、拘置所または刑務所の敷地内に、死刑を執行する部屋が設けられ、絞首刑が執行されている。
2010年8月27日、東京拘置所の刑場の内部構造が報道機関に初めて公開された。
海外の一部の国や地域では、公開処刑が行われている。

### 国内で刑場を有する機関
- 札幌刑務所
- 宮城刑務所
- 東京拘置所
- 名古屋拘置所
- 大阪拘置所
- 広島拘置所
- 福岡拘置所

### 海外の刑場の例
- アメリカ合衆国の連邦用および軍隊用処刑室はインディアナ州テレホートの連邦刑務所内にあり、その他基本的に各州に一か所ある。
- イギリスのロンドンのタイバーン刑場では、12世紀から18世紀にかけて絞首刑が行われた。その他、大きな町の中心に必ず設けられている広場が刑場となることも多かった。
- 中国の清の時代の刑場としては菜市口が著名であった。

### 日本の歴史上著名な刑場
平安時代から江戸時代にかけて存在した著名な刑場。江戸時代には江戸や地方雄藩の刑場で腑分けが行なわれた例もある。

#### 北海道・東北地方
- 立石野刑場（北海道松前町、松前藩）
- 取上刑場（青森県弘前市、弘前藩）
- 小鷹刑場（岩手県盛岡市、盛岡藩）
- 橋田原刑場（岩手県一関市、一関藩）
- 七北田刑場（宮城県仙台市、仙台藩）
- 草生津刑場（秋田県秋田市、久保田藩）
- 松原刑場（山形県米沢市、米沢藩）
- 薬師堂河原刑場（福島県会津若松市、会津藩）
- 佐原刑場（福島県福島市、福島藩）

#### 関東地方
- 竹林刑場（栃木県宇都宮市、宇都宮藩）
- 黒川上河岸刑場（栃木県壬生町、壬生藩）
- 江ノ久保刑場（栃木県日光市、日光東照宮神領）
- 天川大島刑場（群馬県前橋市、前橋藩）
- 江原刑場(千葉県佐倉市、佐倉藩)
- 納谷刑場（千葉県野田市、関宿藩）
- 下原刑場（埼玉県さいたま市大宮区、天領）
- 鈴ヶ森刑場（東京都品川区、天領）
- 小塚原刑場（東京都荒川区、天領）
- 伝馬町牢屋敷(東京都中央区日本橋小伝馬町、江戸朱引内）
- 板橋刑場（東京都北区、徳川幕府、明治政府）
- 大和田刑場（東京都八王子市、天領）
- 暗闇坂刑場（神奈川県横浜市、天領）
- 龍口（神奈川県鎌倉市、鎌倉幕府）
- 山崎刑場（山梨県甲府市、天領）

#### 中部地方
- 三献刑場（新潟県新潟市、長岡藩）
- 今泉河原刑場（新潟県上越市、高田藩）
- 西坂刑場（新潟県佐渡市、天領佐渡島）
- 三ッ屋刑場（石川県金沢市、金沢藩）
- 明里刑場（福井県福井市、福井藩）
- 鳥打峠刑場（長野県長野市、松代藩）
- 唐松刑場（長野県小諸市、小諸藩）
- 穀見刑場（岐阜県郡上市、郡上藩）
- 土器野刑場（愛知県清須市、尾張藩）
- 栄国寺（愛知県名古屋市）

#### 近畿地方
- 三条河原・六条河原（京都府京都市）
- 粟田口刑場（京都府京都市山科区）
- 西ノ刑場（京都府京都市中京区）
- 千日前・飛田・野江・葭島（大阪府大阪市）
- 八軒家刑場（和歌山県和歌山市、紀州藩）

#### 中国地方
- 石見銀山処刑場（島根県大田市、天領石見銀山）
- 塔の原刑場（島根県津和野町、津和野藩）
- 竹ノ鼻刑場（広島県広島市、広島藩）
- 柊刑場（山口県山口市、長州藩）
- 大屋刑場（山口県萩市、旧萩藩）
- 松小田刑場（山口県下関市、長州藩）

#### 四国地方
- 御坊河原刑場（香川県高松市、高松藩）
- 鮎喰河原刑場（徳島県徳島市、徳島藩）
- 肱川河原刑場（愛媛県大洲市、大洲藩）
- 長芝刑場（高知県高知市、土佐藩）
- 雁切河原刑場（高知県高知市、土佐藩）

#### 九州地方
- 竪町浜（大浜）（福岡県福岡市、福岡藩）
- 平松浦刑場（福岡県北九州市、小倉藩）
- 二ッ橋刑場（福岡県久留米市、久留米藩）
- 嘉瀬刑場（佐賀県佐賀市、佐賀藩）
- 西ノ浜刑場（佐賀県唐津市、唐津藩）
- 長浜刑場（大分県中津市、中津藩）
- 今村刑場（長崎県島原市、島原藩）
- 西坂刑場（長崎県長崎市、天領）
- 境迫門刑場（鹿児島県鹿児島市、鹿児島藩）—鹿児島市電谷山線涙橋停留場側